# Гленамой

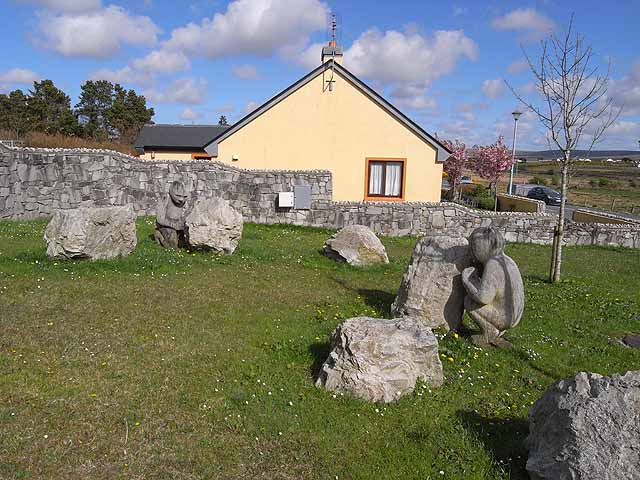
«Hide and seek», местная скульптура

Гленамой (англ. Glenamoy; ирл. Gleann na Muaidhe) — деревня в Ирландии, находится в графстве Мейо (провинция Коннахт).
Гленамой объединяет в себе следующие таунленды:
- Bellagelly North
- Bellagelly south
- Baralty
- Bunalty
- Gortleatilla
- Srahnaplaia
- Pollboy
- Lenarevagh
- Barrooskey